# Bremen (Georgia)
Bremen – miasto w Stanach Zjednoczonych, w stanie Georgia, w hrabstwie Haralson.